# Молочай простертий
Молочай простертий (Euphorbia humifusa) — вид трав'янистих рослин з родини молочайні (Euphorbiaceae), поширений у Європі (Молдова, Україна, пд.-зх. Росія) й більшій частині Азії.

## Опис
Однорічна рослина 2–20 см. Листки довгасто-еліптичні або видовжено-обернено-яйцеподібні. Пелюсткоподібні придатки нектарників вужчі, ніж нектарники. Насіння дрібно-горбкувате, світле, з темними прожилками. Стебел багато — від основи, розпростерті або висхідні, товщиною 1–3 мм, часто червоні або рожево-червоні, голі або волосисті. Листки протилежні, листові пластини 5–10 × 3–6 мм, зверху зелені, знизу світло-зелені, іноді світло-червоні, обидві поверхні голі або волосисті, верхівка тупа. Коробочка 3-кутно-яйцеподібно-кулеподібна, ≈ 2 × 2.2 мм, гладка.

## Поширення
Поширений у Європі (Молдова, Україна, пд.-зх. Росія) й більшій частині Азії; натуралізований: Австрія, Німеччина, Угорщина, Польща, Швейцарія, Італія (вкл. Сардинія, Сицилія), Румунія, Франція (вкл. Корсика), Іспанія.
В Україні вид зростає на полях і вздовж доріг як бур'ян, на півдні Степу — у Правобережному і Лівобережному злаковому степу, у Приазовській частині Лівобережного Злаково-Луговому Степу і Криму.